# Reflections (альбом Apocalyptica)
Reflections — четвёртый студийный альбом финской метал-группы Apocalyptica, выпущенный 10 февраля 2003 года. Это первый альбом группы, который включил барабаны.

## Список композиций
| №   | Название                   | Длительность |
| --- | -------------------------- | ------------ |
| 1.  | «Prologue (Apprehension)»  | 3:12         |
| 2.  | «No Education»             | 3:17         |
| 3.  | «Faraway»                  | 5:13         |
| 4.  | «Somewhere Around Nothing» | 4:09         |
| 5.  | «Drive»                    | 3:21         |
| 6.  | «Čohkka»                   | 4:27         |
| 7.  | «Conclusion»               | 4:06         |
| 8.  | «Resurrection»             | 3:3          |
| 9.  | «Heat»                     | 3:21         |
| 10. | «Cortége»                  | 4:28         |
| 11. | «Pandemonium»              | 2:06         |
| 12. | «Toreador II»              | 3:56         |
| 13. | «Epilogue (Relief)»        | 3:29         |

| №   | Название                                       | Длительность |
| --- | ---------------------------------------------- | ------------ |
| 14. | «Seemann (Rammstein Cover)» (feat. Nina Hagen) | 4:43         |
| 15. | «Faraway, Vol. 2 (Extended Version)»           | 5:12         |

| №   | Название         | Длительность |
| --- | ---------------- | ------------ |
| 16. | «Delusion»       | 4:10         |
| 17. | «Perdition»      | 4:09         |
| 18. | «Leave Me Alone» | 4:11         |

| №   | Название                                 | Длительность |
| --- | ---------------------------------------- | ------------ |
| 16. | «Deep Down Ascend (Demo)»                | 3:46         |
| 17. | «Kellot (Demo)»                          | 4:17         |
| 18. | «Somewhere Around Nothing (Music video)» | 3:46         |

| №   | Название                                                     | Длительность |
| --- | ------------------------------------------------------------ | ------------ |
| 19. | «Letting the Cables Sleep (Apocalyptica Remix) (Bush cover)» | 4:03         |

### DVD
1. "Faraway" Live 2003
2. "Enter Sandman" Live 2003
3. "Inquisition Symphony" Live 2003
4. "Nothing Else Matters" Live 2003
5. "Somewhere Around Nothing" Live 2003
6. "Somewhere Around Nothing" Video
7. "Faraway, Vol. 2" Video
8. "Seemann" Video
9. "Faraway, Vol. 2" EPK
10. "Reflections" EPK
11. "Seemann" EPK

## Участники записи
- Apocalyptica в составе:
- Эйкка Топпинен — виолончель
- Пааво Лётьёнен — виолончель
- Антеро Маннинен — виолончель
- Пертту Кивилааксо — виолончель
- Дэйв Ломбардо — барабаны
- Sami Kuoppamäki — барабаны
- Нина Хаген — певица (трек 14)
- Линда Сундблад[англ.] — певица (трек 15)
- Mikko Raita — микширование «Seemann»